# Казе Пјаци (Болоња)
Казе Пјаци (итал. Case Piazzi) је насеље у Италији у округу Болоња, региону Емилија-Ромања.
Према процени из 2011. у насељу је живело 48 становника. Насеље се налази на надморској висини од 4 м.